# エディア
株式会社エディア（英: Edia Co., Ltd. ）は、東京都千代田区に本社をおくモバイルコンテンツ、スマートフォンアプリ、ソーシャルアプリなどの企画・製作・運用を行うコンテンツプロバイダ。コンピュータエンターテインメント協会正会員。
声優の声でナビゲートしてくれる「MAPLUSキャラdeナビ」など、位置情報系コンテンツにエンターティメント要素を取り入れたコンテンツを提供している。

## 概要
1999年4月9日に有限会社として設立され、位置情報コンテンツの提供を始める。2000年7月に株式会社に改組。「超らーめんナビ」「ナビダス渋滞予報」など情報系コンテンツを中心に多数の携帯公式サイトを提供する。2006年にはPlayStation Portable（PSP）向けソフトで初めての地図ナビゲーションソフト『MAPLUS ポータブルナビ』を発売し、その後、PND/スマートフォン向けに声優ボイスやアニメキャラクターの着せ替えなどの特徴を持った様々なナビゲーションソフトを提供している。
2010年からはスマートフォン向けアプリも多数リリースしており、主に声優ボイスの萌えキャラがお天気予報してくれる『萌えテレ』がある。2011年に提供を開始したソーシャルアプリ『ヴィーナス†ブレイド』などもリリースしゲームコンテンツ分野にも事業を拡大している。

## 沿革
- 1999年（平成11年）
  - 4月9日 - モバイルコンテンツ事業を目的に有限会社エディアを神奈川県海老名市にて設立[2]。
  - 11月 - 携帯電話向けメールマガジン配信サービス「メルマガBOX」携帯電話向けユーザー投稿型クイズ「クイズ王者選手権」、携帯電話向けの対話型キャラクター育成ゲーム「おはなしプリンちゃん」を開始[3][4]。
  - 12月 - 携帯電話とカーナビの連携サービス「デート&Driveナビ」、「ラブホナビ」を開始[5]
- 2000年（平成12年）
  - 7月 - 株式会社エディアへ組織変更[2]。
  - 10月 - 携帯電話向け交通情報サービス「交通情報ナビ」を開始[6]。
  - 11月 - 携帯電話向けサイト「超らーめんナビ」を開始。
- 2002年（平成14年）1月 - 本社を東京都千代田区神田淡路町に移転。
- 2003年（平成15年）5月 - 株式会社主婦の友インフォス情報社と協業で携帯電話向け公式サイト「超速ロト・ナンバーズ」を開始。
- 2004年（平成16年）
  - 3月 - 携帯電話向け交通情報サイト「ナビダス渋滞予報」開始。
  - 10月 - オートバックスセブン、三井物産、エディアの共同出資会社カー・イズ株式会社が国内初の携帯カーナビ「ドライブステーション」を開始[7]。
- 2005年（平成17年）10月 - 株式会社ホットポット（現イー・ガーディアン株式会社）の携帯電話コンテンツ事業部門を事業分割にて承継
- 2006年（平成18年）12月 - PlayStation Portable専用ナビゲーションソフト「MAPLUS ポータブルナビ」を発売。
- 2010年（平成22年）
  - 1月 - iPhone向けアプリ「九星気学で占う！～2010年 あなたの全運勢～」をApp storeにて販売開始[8]。
  - 12月 - GREE Platformにて占いアプリ「超運タロット占い」を配信開始[9]。
- 2011年（平成23年）7月 - GREE向けソーシャルアプリ「ヴィーナス†ブレイド」を開始。
- 2012年（平成24年）1月 - 本社を東京都千代田区一ツ橋に移転。
- 2013年（平成25年）7月 - スマートフォン向けゲームアプリ「麻雀ヴィーナスバトル」開始。
- 2014年（平成26年）11月 - スマートフォン向けナビゲーションアプリ「MAPLUSキャラdeナビ」提供開始。
- 2016年（平成28年）4月 - 東京証券取引所マザーズ市場に上場。
- 2018年（平成30年）
  - 2月 - AKIBAホールディングスより株式会社ティームエンタテインメントの株式を取得し子会社化。
  - 8月 - 第三者割当増資引受により、株式会社一二三書房を子会社化。
  - 12月 - 株式会社一二三書房でコミック事業を開始。
- 2019年（平成31年 / 令和元年）
  - 1月 - 株式会社グリフォンよりオンラインゲーム「アイドルうぉーず」を運営移管。
  - 9月 - 漫画動画事業を開始。
- 2020年（令和2年）
  - 1月14日 - 株式会社シティコネクションが保有していた旧日本テレネット製ゲームソフト139タイトルの知的財産権を取得[10]。
  - 2月 - 「アイドルうぉーず」のスピンオフ作品アドベンチャーゲーム「kirakira stars idol project AI」をSteamで配信[11]
  - 7月 - 子会社一二三書房がアクセルマーク株式会社より「くじコレ」を運営移管し、オンラインくじ事業を開始[12]。
  - 10月 - 簡易株式交換により株式会社一二三書房を完全子会社化。
- 2021年（令和3年）
  - 3月 - 子会社ティームエンタテインメントがオンラインくじサービス「まるくじ」のサービスを開始[13]
  - 7月 - 子会社一二三書房のBtoB事業を譲受。
  - 7月 - 子会社一二三書房のゲーム及びアニメ関連グッズの販売業務を子会社ティームエンタテインメントへ移管
  - 8月 - ハイパーカジュアルゲーム「Miracle Baseball」を本格配信開始[14]
  - 11月 - 子会社ティームエンタテインメントがECサイト「123@ストア」及び「TEAM Entertainment E-STORE」を統合し、「ティームストア」としてリニューアルオープン[15]
- 2022年（令和4年）
  - 4月 - 東京証券取引所の市場区分の見直しに伴い、上場金融商品取引所をマザーズ市場からグロース市場に移行
  - 4月 - iOS、Android向けにラーメン特化のクチコミアプリ「超らーめんナビPLUS」の配信開始[16]
  - 10月 - Nintendo Switch用ソフト「みんなのホームランダービー」を配信開始[17]
- 2023年（令和5年）
  - 1月 - 中国子会社 上海艺钻文化創意有限公司を設立
  - 7月 - エヌエフティアーツ株式会社との資本業務提携を解消[18]
  - 12月 - しくみデザインとの協業でNintendo Switch用ソフト「くまモンラン」（ダウンロードソフト）を配信開始[19]
- 2024年（令和6年）
  - 7月 - ゲーム特化型ブロックチェーンを展開するOasysと独占的パートナーシップを締結。
  - 10月 - 東京証券取引所スタンダード市場に市場変更。
- 2025年（令和7年）
  - 2月28日 - シティコネクションより株式会社ゼロディブの全株式を取得し子会社化[20]。

## 運営タイトル

### 現行
- 魔雀ヴィーナスバトル - Android・iOS向け。ヴィーナス†ブレイドの世界観を利用したカードゲームと麻雀を組み合わせたゲーム (2013年7月2日[21]～)

他社より移管
- アイドルうぉーず[22]（2015年7月14日[23]～) ※2019年2月、グリフォンより移管

### 過去
- カラクリ×ヴィーナス (2012年4月17日[24]～)
- アヴァロン獣人戦記 (2012年10月19日[25]～)
- 盟約のガーディアンナイツ (2013年2月13日[26]～)
- 永劫のヴィーナスギア (2013年6月28日[27]～)
- 超逆転！ベースボール DX (2013年7月5日[28]～2017年1月28日[29])
- キミに恋する物語 (2013年9月5日[30]～)
- 乱世のケモノこれくしょん (2013年10月24日[31]～)
- 激走！ガーディアンズ～夜刀神編～ (2013年12月4日[32]～2017年1月28日[33])
- マジカルフリック (2014年11月10日[34]～2016年3月24日[35]) ※NTTドコモとの共同開発
- 大合戦！麻雀クロニクル (2014年12月18日[36]～2017年2月28日[37])
- マギアコネクト (2016年3月28日[38]～2016年11月30日[39]) ※藤商事との共同
- アドヴェントガール (2016年7月27日[40]～2017年1月10日[41]) ※藤商事との共同
- 蒼の彼方のフォーリズム-ETERNAL SKY- (2016年10月6日[42]～2018年5月31日[43])
- ハローキティのドコカナアルカナ (2017年11月24日[44]～2019年2月28日[45]) ※サンリオウェーブとの共同開発
- マップラス＋カノジョ (2018年11月7日[46]～2019年3月20日[47])
- プロジェクトアクア (2018年4月19日[48]～2019年3月29日[49]) ※ヘキサトニクスより取得
- BALDR ACE (2018年10月25日[50]～2019年5月30日[51]) ※「BALDR」シリーズ
- 温泉むすめ ゆのはなこれくしょん (2018年8月3日[52]～2019年9月30日[53])
- ウォーロックスZ (2018年8月2日[54]～2020年1月30日[55]) ※智傲集団（中国語版） (Gameone Group) 開発
- SHOW BY ROCK!! (2013年7月30日～、2018年1月1日移管[56]、〜2019年12月26日[57]) ※ギークスより移管
- ヴィーナス†ブレイド - GREE・mobage・dゲーム・Android・iOS向けカードゲーム (2011年12月1日[58]～2023年[59])
- アイオライトリンク (2017年10月23日[60]～2024年2月29日[61]) ※2018年6月、ヘキサトニクスより移管[62]

#### 開発中止
- 女性向け位置情報ゲーム[63] ※A&E Games (アエリアとの合弁会社) 開発

## その他のコンテンツ
現行
- 超らーめんナビ - 携帯電話向けラーメン店検索サービス（有料）
- 超らーめんナビPLUS - Android・iOS向けラーメン特化のクチコミアプリ
- MAPLUSキャラdeナビ (旧MAPLUS+声優ナビ) - Android・iOS向け地図ナビゲーション
- MAPLUS+ランニング - Android・iOS向けトレーニングアプリ

過去
- 萌えテレ - Android・iOS向け天気予報・占いアプリ（有料）
- UraPi - 占いアプリ
- 一億人のラーメン - ラーメン店検索アプリ
- MAPLUS ポータブルナビ - PSP向け地図ナビゲーション
  - MAPLUS ポータブルナビ2
  - MAPLUS ポータブルナビ3

## レトロゲーム復刻

### テレネットリバイバル
知的財産権を獲得した日本テレネット作品の復刻プロジェクト。
- 夢幻戦士ヴァリス
  - 夢幻戦士ヴァリスCOLLECTION（2021年12月9日発売[65]）
  - 夢幻戦士ヴァリスCOLLECTION II（2022年9月22日発売[66]）
  - 夢幻戦士ヴァリスCOLLECTION III（2023年12月7日発売[67]）
  - 夢幻戦士ヴァリス Memorial Collection（2025年3月3日発売[68]）
- コズミック・ファンタジー
  - コズミック・ファンタジーCOLLECTION（2022年12月15日発売[69]）
  - コズミック・ファンタジーCOLLECTION2（2023年12月14日発売[70]）
  - コズミック・ファンタジー Memorial Collection（2025年2月19日発売[71]）
- テレネット シューティング コレクション
  - テレネット シューティング コレクション（2023年6月8日発売[72]）
  - テレネット シューティング コレクションII（2025年8月28日発売予定[73]）
- 天使の詩
  - 天使の詩COLLECTION（2024年9月12日発売[74]）
  - 天使の詩〜白き翼の祈り〜（2025年9月18日発売予定[75]）
- アーネスト・エバンス
  - アーネスト・エバンスCOLLECTION（2025年11月以降予定[76][77]）

### その他
- 超兄貴
  - 超兄貴COLLECTION（2024年12月12日発売[78]）
  - 超兄貴 爆烈乱闘篇（2025年6月19日発売[79]）